# Makassar
Makassar là thành phố ở miền trung Indonesia, thủ phủ của tỉnh Sulawesi Selantan ở khu vực tây nam của đảo Sulawesi (Celebes), bên eo biển Makassar. Diện tích là 175,77 km² và dân số 1,25 triệu người.
Đây là thành phố lớn nhất và là cảng chính của Sulawesi. Thành phố này là điểm trung chuyển hàng hóa cho các đảo ở phía đông Indonesia. Thành phố này có Đại học Hasanuddin (lập năm 1956); một bảo tàng đồ thủ công và pháo đài Vredenburg. Năm 1512, người Bồ Đào Nha đã đến khu vực này và đã định cư ở đây. Pháo đài Rotterdam đã được người Bồ Đào Nha xây nhưng đã bị Công ty Đông Ấn Hà Lan kiểm soát vào đầu thế kỷ 17. Năm 1667, người Hà Lan đã kiểm soát khu vực này. Từ năm 1946 đến 1950, đây là thủ đô của quốc gia Đông Indonesia do Hà Lan bảo trợ. Thành phố này đã được gọi là Ujung Pandang từ đầu thập niên 1970 cho đến 1999; đôi khi nó còn được viết Macassar.